# Segle XI
El segle XI és un període de l'alta edat mitjana (o ja de l'edat mitjana central) que comprèn els anys inclosos entre el 1001 i el 1100. És un segle caracteritzat per una concentració progressiva de poder polític i per l'esplendor cultural en diversos àmbits, especialment dins el món islàmic i xinès.

## Política
Els normands conquereixen Anglaterra (1066), amb figures com Guillem I d'Anglaterra i comença el domini dels pobles del nord sobre el continent europeu. La cristianització massiva dels seus líders feu que s'accelerés l'assimilació cultural de segles precedents, amb trets comuns entre els diversos regnes occidentals. Un dels reis més importants del període és Canut II de Dinamarca.
La fi del califat de Còrdova i l'aparició dels regnes de taifes van accelerar la conquesta cristiana, amb cabdills com
Alfons VI de Lleó (i el seu vassall el Cid). La recuperació de terrenys per part dels cristians va permetre conèixer una cultura força més avançada i assimilar-ne les troballes.
Al segle xi, va iniciar-se la lluita de les Investidures, que no era una altra cosa que la plasmació de la pugna entre dos tipus de poders a Europa, el secular, en mans de reis que volien ressuscitar l'esplendor imperial, i el religiós, amb papes cada cop més influents i uns monestirs rics i amb terrenys. La barreja de funcions polítiques i religioses de l'Església medieval alimentaria el conflicte durant dècades.
A la Xina, continua governant la dinastia Song, sense rivals interns o exteriors d'importància. També al continent asiàtic, cal destacar la puixança dels dos imperis indis, el Chola i el Chalukya, que milloren el seu poder militar per intentar assolir el control de la regió. A l'Àfrica, el Regne Nri arriba al seu zenit.

## Economia i societat
La població mundial arriba als 300 milions d'habitants mentre continuen les condicions climàtiques dels segles precedents, que permeten l'expansió territorial i agrícola. Els vikings arriben a Amèrica amb Leif Eriksson.
El segle està marcat pel feudalisme ple, amb un auge dels privilegis dels nobles, grans propietaris de terrenys i els seus serfs. A les terres catalanes, es va originar el moviment de la pau i treva de Déu, posteriorment estès a altres països, per garantir la seguretat del comerç i la integritat física d'uns camperols cada cop més explotats pels senyors feudals. En delimitar llocs, durant uns dies no es podia dur a terme cap acte de violència, i s'afavoria la lliure circulació de persones i mercaderies sense por a assalts, amb l'amenaça de la condemna eterna per a qui trenqués la treva. Flandes i les ciutats del nord d'Itàlia són els centres comercials per excel·lència.
Es va produir un gran auge demogràfic a la Xina, que es va traduir en una bonança econòmica per l'augment de persones treballant i produint tant aliments com manufactures per al creixent mercat intern. El govern es va assegurar el monopoli dels productes més importants, com el te i la sal, controlats per una burocràcia creixent i reclutada amb rígids sistemes d'exàmens. La demanda de fusta com a combustible va fer desaparèixer gran part dels boscos de les zones més poblades.

## Invencions i descobriments
El segle xi està marcat per l'esplendor de la ciència islàmica. Ibn al-Hàytham construeix la primera cambra fosca per experimentar amb la llum i publica els seus resultats en un tractat d'òptica d'àmplia difusió. Avicenna, en el seu Cànon de la medicina (1020), descriu amb força exactitud el mecanisme de les malalties contagioses. Az-Zarqalí va compilar la posició de diversos astres. Es va formular per primer cop el teorema del sinus.
Guido d'Arezzo va idear un nou sistema de notació musical en el qual cada nota rebia un nom concret i es col·locava en un tetragrama, de manera que els cantants podien saber el timbre d'una melodia determinada i aprendre-la dels escrits i no solament imitant els mestres. Aquest sistema, molt més precís que els neumes anteriors, va perfeccionar-se i encara avui dia constitueix l'estàndard musical. Una de les obres conservades amb aquesta nova notació és el Salve Regina, d'autoria disputada.
A terres asiàtiques, es produeixen algunes de les innovacions més destacades del segle, l'ús militar dels coets (amb descripcions detallades de la fórmula de la pólvora) i sobretot la invenció de la impremta de tipus mòbils, a la Xina. Aquesta no arribaria a Europa fins a segles després, però va suposar la possibilitat de difondre massivament idees mitjançant llibres, que ja no s'havien de copiar costosament per part d'experts. Els astrònoms d'aquell país van albirar i consignar l'explosió que donaria peu a la Nebulosa del Cranc. Su Song va idear mecanismes de rellotgeria de gran precisió i Shen Kuo va inventar la brúixola, que seria clau en les navegacions modernes.

## Art, cultura i pensament
És una època convulsa des del punt de vista religiós. A les guerres entre musulmans i cristians, que donarien peu a les croades el 1099, s'hi ha de sumar el gran cisma d'Orient (1054), que va suposar la divisió de l'església en dues confessions: la catòlica i l'ortodoxa. Augmenta el pes dels monestirs i dels ordes religiosos, com el Cister, amb les seves reformes teològiques i culturals, que denuncien una vida massa allunyada dels ideals evangèlics per part dels monjos. Destaca la figura de l'abat Oliba, impulsor de Montserrat.
La cultura es continua transmetent als scriptoria monàstics, però sorgeix un nou focus d'instrucció, ja que a Bolonya es crea la primera universitat, que trasllada a les ciutats el centres de debat filosòfic de la naixent escolàstica. En filosofia, una figura cabdal és la de sant Anselm, el primer que va formular l'argument ontològic per demostrar l'existència de Déu, un raonament que seria adoptat per una àmplia nòmina de pensadors posteriors, entre ells Descartes. Entre els jueus sobresurt Avicebró.
En la literatura índia sobresurt Abhinavagupta, filòsof i poeta de renom. La figura més important de la literatura persa fou Omar Khayyam, poeta hedonista que va compondre versos sobre l'amor i el plaer que han estat llegits de manera al·legòrica. Lu Duosun cartografia àmpliament la Xina. El barceloní Abraham Bar Hiyya va publicar obres sobre astronomia i va començar a traduir els grans llibres àrabs sobre el cosmos al llatí, permetent la seva difusió a Europa. Abu-Hàmid al-Ghazalí escriu els seus tractats sobre misticisme. La literatura occidental continua estant escrita predominantment en llatí, amb obres de caràcter religiós o historiogràfic, però el segle xi veu el naixement de la literatura romànica plenament medieval. Així, apareixen els primers trobadors a Occitània i es difonen oralment les cançons de gesta, com la Cançó de Rotllan, el cim de l'anomenada matèria de França.
Dins l'arquitectura, cal ressaltar la consolidació de la pagoda a la Xina. Es va construir el palau de l'Aljaferia a Saragossa i la primera torre de Londres. L'estil predominant, tanmateix, és el de l'art romànic. El pintor de paisatges Guo Xi va assolir una gran fama gràcies a la introducció de les anomenades múltiples perspectives en les seves muntanyes pintades en tinta sobre tela. Es crea el Tapís de Bayeux, una de les obres mestres de l'art tèxtil medieval.